# Тениоз
Тениоз или Тениодоз (лат. Taeniosis) — гельминтоз из группы цестодозов, характеризующийся поражением тонкого кишечника. По данным ВОЗ патология относится к группе забытых болезней.

## Эпидемиология
Тениоз - пероральный биогельминтоз, антропозооноз. В России тениоз спорадически регистрируется повсеместно.

## Этиология
Возбудитель тениоза — свиной цепень (лат. Taenia solium). Длина паразита — 1,5—2 м, число члеников от 800 до 1000. Развитие цепня свиного происходит со сменой хозяев. Окончательным хозяином является человек, промежуточными — свинья, реже другие млекопитающие, в том числе человек. Они заражаются при поедании члеников или яиц гельминта. Источником заражения человека тениозом служит непроваренное, или недостаточно прожаренное мясо свиней и реже других животных.

## Клиническая картина, патогенез

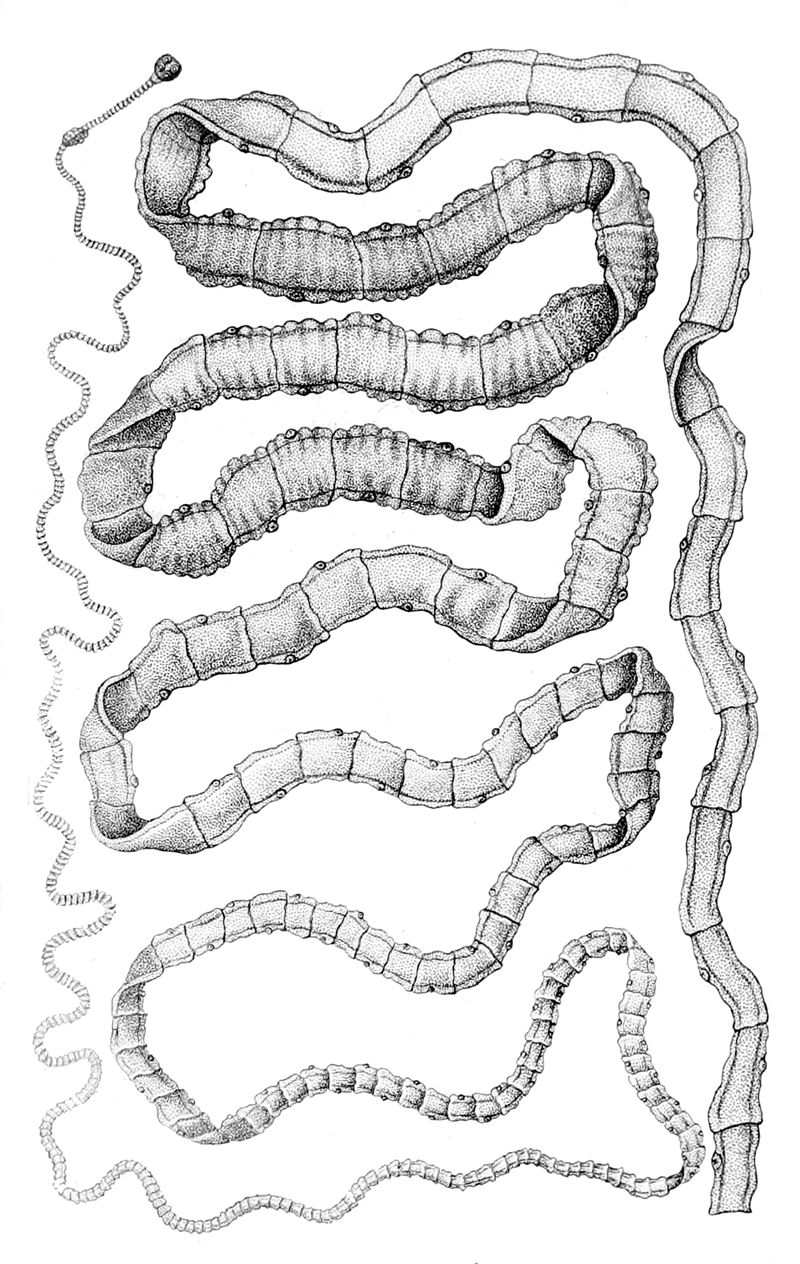
Taenia solium

Свиной цепень обитает в верхней части тонкой кишки. Фиксируясь к слизистой оболочке присосками и крючьями, он раздражает кишечные стенки. Выражены и другие механизмы патогенного действия, такие как токсико-аллергическое влияние продуктов жизнедеятельности, поглощение питательных веществ стробилой гельминта и др.
У больных наблюдаются расстройства функции кишечника: тошнота, рвота, иногда понос, схваткообразные боли в животе, потеря веса; возможно развитие холецистита, панкреатита. Больных беспокоит слабость, головокружение, периодические головные боли, нарушения сна.
Изменения со стороны крови не характерны, у некоторых больных отмечается эозинофилия и гипохромная анемия.

## Лечение
Диагноз устанавливают на основании клинической картины, результатов тщательного неоднократного исследования фекалий на онкосферы свиного цепня, исследования перианального соскоба.
Лечение проводят в условиях стационара фенасалом или эфирным экстрактом мужского папоротника. Следует принимать меры по предупреждению рвоты, чтобы исключить попадание яиц из кишечника в желудок (полный покой, грелка или горчичники на область эпигастрия).
Прогноз серьёзный в связи с возможностью эндогенного заражения цистицеркозом.